# Brändsjön
Brändsjön är en sjö i Ljusdals kommun i Hälsingland och ingår i Dalälvens huvudavrinningsområde. Sjön är 11 meter djup, har en yta på 0,46 kvadratkilometer och är belägen 361,2 meter över havet. Sjön avvattnas av vattendraget Kvarnån.

## Delavrinningsområde
Brändsjön ingår i det delavrinningsområde (682866-145307) som SMHI kallar för Mynnar i Sandsjöån. Medelhöjden är 402 meter över havet och ytan är 33,42 kvadratkilometer. Det finns inga avrinningsområden uppströms utan avrinningsområdet är högsta punkten. Kvarnån som avvattnar avrinningsområdet har biflödesordning 4, vilket innebär att vattnet flödar genom totalt 4 vattendrag innan det når havet efter 419 kilometer. Avrinningsområdet består mestadels av skog (80 procent). Avrinningsområdet har 1,19 kvadratkilometer vattenytor vilket ger det en sjöprocent på 3,6 procent.